# Jane Wiedlin
Jane Wiedlin est une musicienne et actrice américaine née le 20 mai 1958 à Oconomowoc, Wisconsin (États-Unis).

## Biographie
Elle est la guitariste du groupe The Go-Go's (avec Belinda Carlisle) qu'elle quitte en 1984 pour suivre une carrière solo et se tourner vers le cinéma. Elle compose aussi les textes pour Belinda Carlisle.
Elle participe au Concours de drag king de San Francisco,.

## Discographie
Avec les Go-Go's :
- 1981: Beauty and the Beat
- 1982: Vacation
- 1984 : Talk Show
- 1990 : Go-Go's Greatest
- 1994 : Return to the Valley
- 2001 : God Bless the Go-Go's

En solo :
- 1985 : Jane Wiedlin
- 1988 : Fur
- 1990 : Tangled
- 1993 : The Very Best of Jane Wiedlin
- 2000 : Kissproof World

## Filmographie
- 1995 : Amanda and the Alien (TV)
- 1985 : Cluedo (Clue) : La fille du télégramme chantant
- 1986 : Star Trek 4 : Retour sur Terre (Star Trek IV: The Voyage Home) : Alien communications officer
- 1987 : Sleeping Beauty : La fée blanche
- 1989 : L'Excellente Aventure de Bill et Ted (Bill & Ted's Excellent Adventure) : Jeanne d'Arc
- 1994 : Oatmeal : Spitting Head
- 1999 : Mission Hill (série TV) : Gwen (voix)
- 1999 : Scooby-Doo et le Fantôme de la sorcière (Scooby-Doo and the Witch's Ghost) (vidéo) : Dusk (voix)
- 2000 : Angels! : Agent 77
- 2001 : Spyder Games (série TV) : Gretel Barnes
- 2003 : Scooby-Doo et les Vampires (Scooby-Doo and the Legend of the Vampire) (vidéo) : Dusk (voix)
- 2005 : Firecracker : Ursula
- 2006 : Live Freaky! Die Freaky! : Squeaky (voix)
- 2021 : The Sparks Brothers (documentaire) d'Edgar Wright : elle-même